# Луговой (Лискинский район)
Луговой — хутор в Лискинском районе Воронежской области.
Входит в состав Почепского сельского поселения.

## География

### Улицы
- ул. Железнодорожная
- ул. Рабочая
- ул. Солнечная